# Rajd San Martino di Castrozza 1971
Rajd San Martino di Castrozza 1971 (8. Rally San Martino di Castrozza) – 8 edycja rajdu samochodowego Rajd San Martino di Castrozza rozgrywanego we Włoszech. Rozgrywany był od 26 do 28 sierpnia 1971 roku. Była to czternasta runda Rajdowych Mistrzostw Europy w roku 1971.

## Klasyfikacja rajdu
Czas końcowy zawodników to różnica do czasu optymalnego, który wynosił 2 godziny i 42 minuty. 
| Miejsce                     | Kierowca                    | Pilot                       | Samochód                    | Czas                        | Strata                      |                             |
| Klasyfikacja generalna, ERC | Klasyfikacja generalna, ERC | Klasyfikacja generalna, ERC | Klasyfikacja generalna, ERC | Klasyfikacja generalna, ERC | Klasyfikacja generalna, ERC | Klasyfikacja generalna, ERC |
| --------------------------- | --------------------------- | --------------------------- | --------------------------- | --------------------------- | --------------------------- | --------------------------- |
| 1.                          | Sandro Munari               | Mario Mannucci              | Lancia Fulvia 1.6 Coupé HF  | 3:03                        | 0.0                         |                             |
| 2.                          | Sergio Barbasio             | Piero Sodano                | Lancia Fulvia 1.6 Coupé HF  | 3:25                        | +22                         |                             |
| 3.                          | Amilcare Ballestrieri       | Arnaldo Bernacchini         | Lancia Fulvia 1.6 Coupé HF  | 3:35                        | +32                         |                             |
| 4.                          | Harry Källström             | Gunnar Häggbom              | Lancia Fulvia 1.6 Coupé HF  | 3:45                        | +42                         |                             |
| 5.                          | Alcide Paganelli            | Ninni Russo                 | Fiat 124 Sport Spider       | 4:03                        | +1:00                       |                             |
| 6.                          | Raffaele Pinto              | Helmut Eisendle             | Fiat 124 Sport Spider       | 4:20                        | +1:17                       |                             |
| 7.                          | Luciano Trombotto           | Maurizio Enrico             | Fiat 124 Sport Spider       | 4:28                        | +1:25                       |                             |
| 8.                          | Gianni Bossetti             | Pier Paolo Mischiatti       | Lancia Fulvia 1.6 Coupé HF  | 6:36                        | +3:33                       |                             |
| 9.                          | Alberto Smania              | Fabio Zambelli              | Fiat 125 S                  | 7:00                        | +3:57                       |                             |
| 10.                         | Manfred Walch               | Hannes Rothfuß              | Porsche 911 S               | 7:04                        | +4:01                       |                             |